# Mark Messier Leadership Award
Il Mark Messier Leadership Award è un premio istituito dalla National Hockey League che premia un giocatore riconosciuto sia per le doti di leader in campo che per il contributo dato alla propria comunità. Il premio viene assegnato da Mark Messier al giocatore che dà il buon esempio attraverso le prestazioni sul ghiaccio, la motivazione verso i compagni di squadra e l'impegno verso le attività di beneficenza. Il premio fu consegnato per la prima volta al termine della stagione 2006-07 ed è sponsorizzato da Cold-fX.

## Storia
Il Mark Messier Leadership Award durante la prima stagione di vita ebbe un regolamento diverso da tutti gli altri trofei individuali della NHL. Nella stagione 2006-07 furono premiati cinque giocatori a cadenza mensile, selezionati dalla NHL, mentre la decisione di decretare il vincitore finale fu affidata a Mark Messier in persona. Dalla stagione 2007-08 non furono più annunciati i vincitori mensili. Al termine della stagione regolare un giocatore viene selezionato come Leader dell'Anno. Il primo giocatore a ricevere tale riconoscimento fu Chris Chelios dei Detroit Red Wings.
Il trofeo prende il proprio nome da Mark Messier, ex-giocatore con 20 anni di carriera in NHL. Messier è l'unico ad essere riuscito a vincere la Stanley Cup con due squadre diverse in veste di capitano, riuscendovi con gli Edmonton Oilers nel 1990 e con i New York Rangers nel 1994.

## Vincitori

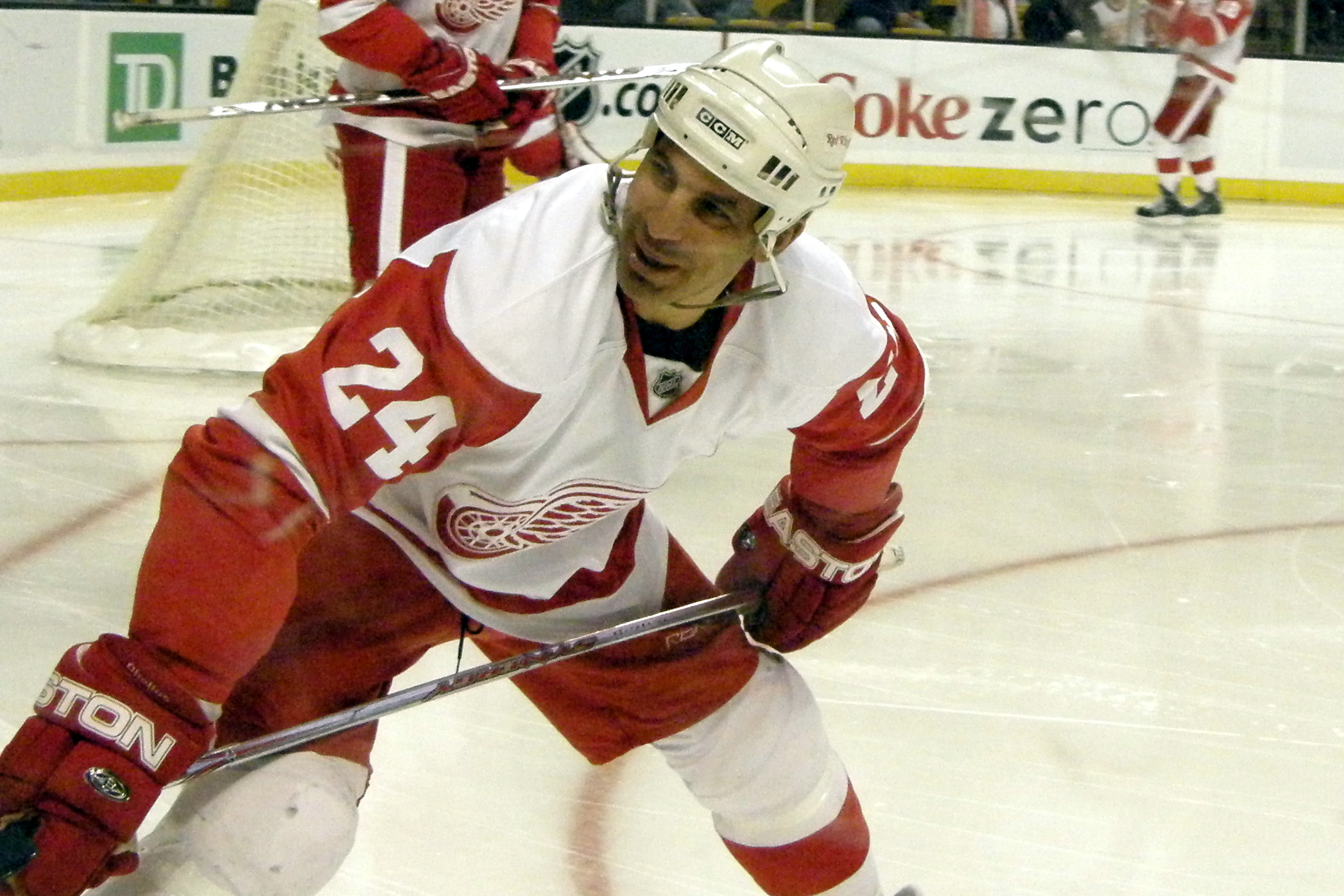
Chris Chelios, primo vincitore del premio annuale.

| Stagione | Vincitore         | Squadra             | Mese     | Vincitore          | Squadra             |
| -------- | ----------------- | ------------------- | -------- | ------------------ | ------------------- |
| 2006-07  | Chris Chelios     | Detroit Red Wings   | Novembre | Brendan Shanahan   | New York Rangers    |
| 2006-07  | Chris Chelios     | Detroit Red Wings   | Dicembre | Scott Niedermayer  | Anaheim Ducks       |
| 2006-07  | Chris Chelios     | Detroit Red Wings   | Gennaio  | Sidney Crosby      | Pittsburgh Penguins |
| 2006-07  | Chris Chelios     | Detroit Red Wings   | Febbraio | Vincent Lecavalier | Tampa Bay Lightning |
| 2006-07  | Chris Chelios     | Detroit Red Wings   | Marzo    | Roberto Luongo     | Vancouver Canucks   |
| 2007-08  | Mats Sundin       | Toronto Maple Leafs | —        | —                  | —                   |
| 2008-09  | Jarome Iginla     | Calgary Flames      | —        | —                  | —                   |
| 2009-10  | Sidney Crosby     | Pittsburgh Penguins | —        | —                  | —                   |
| 2010-11  | Zdeno Chára       | Boston Bruins       | —        | —                  | —                   |
| 2011-12  | Shane Doan        | Phoenix Coyotes     | —        | —                  | —                   |
| 2012-13  | Daniel Alfredsson | Ottawa Senators     | —        | —                  | —                   |
| 2013-14  | Dustin Brown      | Los Angeles Kings   | —        | —                  | —                   |
| 2014-15  | Jonathan Toews    | Chicago Blackhawks  | —        | —                  | —                   |
| 2015-16  | Shea Weber        | Nashville Predators | —        | —                  | —                   |